# د مانسترز اند استرنجرز
د مانسترز اند استرنجرز (انگلیسی: The Monsters & Strangerz) یک تیم چندنفره متشکل از تهیه‌کنندها و ترانه‌نویس‌های هستند که در میامی، فلوریدا بنیانگذاری شده‌است.
این تیم در طول حرفه خود با هنرمندانی از جمله بریتنی اسپیرز، سلنا گومز، جنیفر لوپز، پیت‌بول، مارون ۵، کامیلا کبیو، دمی لواتو، فیفت هارمونی، بیبی رکسا و لیام پین همکاری داشته‌اند.